# Edna Tepava
Edna Tepava (1956 – 6 ottobre 2024) è stata una modella francese, vincitrice del titolo di Miss Tahiti 1973 e Miss Francia 1974. Eletta all'età di diciotto anni, la Tepava in seguito alla vittoria del titolo partecipò a Miss Mondo.